# Grameen Bank
La Grameen Bank (in bengalese: গ্রামীণ ব্যাংক ovvero banca del villaggio) è una banca che si occupa di microfinanza in Bangladesh e in India negli stati del Bengala Occidentale e del Sikkim. Fondata da Muhammad Yunus nel 1976, è stata la prima banca dei poveri.
L'ente concede, infatti, micro prestiti alle popolazioni povere locali senza richiedere garanzie collaterali e garantendo così il loro accesso al credito. Il sistema si basa sull'idea che i poveri abbiano attitudini e capacità imprenditoriali sottoutilizzate e sulla fiducia.
La Grameen Bank oggi ha 2,568 filiali in cui lavorano 23,319 persone. I clienti in 81,678 villaggi sono 10.64 milioni, per il 94 per cento donne. L'organizzazione non è in perdita: il 98 per cento dei prestiti viene restituito.
La banca, inoltre, raccoglie depositi, fornisce altri servizi, e gestisce varie attività economiche finalizzate allo sviluppo, tra cui società commerciali, telefoniche e nel settore dell'energia. All'organizzazione e al suo fondatore, Muhammad Yunus, è stato congiuntamente attribuito il Premio Nobel per la Pace nel 2006, "per i loro sforzi diretti a promuovere lo sviluppo economico e sociale dal basso."

## Storia
Muhammad Yunus, il fondatore della Banca, è laureato in Economia all'Università Vanderbilt. Durante la terribile carestia che colpì il Bangladesh nel 1974 ebbe l'idea di fornire un piccolo prestito ad un gruppo di famiglie facendo sì che potessero fabbricare piccoli oggetti e venderli. Yunus credeva che concedere prestiti ad un'ampia fascia di popolazione socio-economicamente svantaggiata potesse frenare la continua crescita della povertà rurale in Bangladesh.
La Grameen Bank (Letteralmente, Banca del Villaggio in Bangla) mette in pratica le idee di Muhammad Yunus. La Banca fu avviata da Yunus e dal Dipartimento per l'Economia Rurale dell'Università di Chittagong in Bangladesh per sperimentare e verificare la fondatezza del nuovo metodo di concessione del credito e di prestazione dei servizi bancari ai poveri delle campagne. Nel 1976 il villaggio di Jobra e altri villaggi che circondano l'Università di Chittagong divennero le prime aree in cui era possibile usufruire dei servizi della Grameen Bank. La Banca ottenne un successo immenso e il progetto, con il supporto del Governo, fu esteso nel 1979 al distretto di Tangail (a nord della capitale Dacca). Il successo della Banca è continuato e si è presto allargato a vari altri distretti del Bangladesh finché nel 1983 il Parlamento l'ha trasformata in una banca indipendente.
L'elevatissimo tasso di restituzione dei prestiti alla Banca rallentò nel 1995 a causa del boicottaggio religioso di carattere fondamentalista attuato da alcuni settori della società contrari all'obiettivo della Banca di migliorare lo status delle donne. Il boicottaggio rientrò presto; l'andamento dei rimborsi alla Banca entrò nuovamente in difficoltà nel 1998 a causa dell'inondazione del Bangladesh ed ha ripreso il suo ritmo solo di recente.
La Banca oggi continua ad espandere la propria attività in tutto lo Stato e tuttora fornisce piccoli prestiti ai poveri delle campagne. A metà del 2006 le filiali della Grameen Bank ammontavano a più di 2 100. Il suo successo ha ispirato progetti simili in tutto il mondo.
Il 13 ottobre 2006 la Fondazione Nobel di Oslo annunciò che a Muhammad Yunus e alla Grameen Bank del Bangladesh veniva assegnato il Premio Nobel per la Pace 2006.
Nel novembre del 2013 la banca viene messa sotto il controllo della Banca centrale, nazionalizzando di fatto l'istituto di credito.

## Proprietà e dati economici
Un'insolita caratteristica della Grameen Bank consiste nel fatto che essa è di proprietà dei clienti indigenti finanziati dalla banca stessa, la maggior parte dei quali sono donne. Inizialmente, nel 1983, il governo possedeva il 60% del capitale totale della banca. Nel corso del tempo, la percentuale è scesa e poi si è assestata al 25% intorno al 2015.
Altri fatti relativi alla Banca, aggiornati a dicembre 2023 sono i seguenti:
- L'ammontare totale dei clienti finanziati è di oltre 10 milioni, e circa il 97% sono donne
- la Banca ha 2568 filiali
- Il tasso di rimborso dei prestiti è del 96,71%
- Il totale dei prestiti concessi dall'avvio dell'attività bancaria ammonta a 37 578,78 milioni di dollari USA. Di essi sono stati restituiti 35 356,16 milioni di dollari USA.

## Richiesta di microcredito
La Banca fonda la propria attività bancaria su una serie di valori, dichiarati nelle "Sedici decisioni":
1. Vogliamo seguire ed affermare i quattro principi della Banca Grameen (Disciplina, Unità, Coraggio e Duro Lavoro) in ogni momento della nostra vita;
2. Vogliamo portare il benessere nelle nostre famiglie;
3. Non vogliamo abitare in case in rovina; vogliamo riparare le nostre case e vogliamo lavorare per costruircene di nuove nel più breve tempo possibile;
4. Vogliamo coltivare i nostri orti tutto l'anno; vogliamo mangiare ortaggi in abbondanza e vogliamo venderne il sovrappiù;
5. Nel periodo della semina vogliamo piantare la maggior quantità possibile di germogli;
6. Vogliamo pianificare le nascite affinché le nostre famiglie siano piccole; vogliamo contenere le nostre spese e vogliamo curare la nostra salute;
7. Vogliamo educare i nostri figli ed essere certi che essi possano guadagnare per pagare la loro istruzione;
8. Vogliamo mantenere puliti i nostri figli e l'ambiente;
9. Vogliamo costruire ed utilizzare latrine con la fossa biologica;
10. Vogliamo bere l'acqua da pozzi scavati fino alle falde; qualora non fosse disponibile, bolliremo l'acqua o useremo l'allume;
11. Non vogliamo accettare nessuna dote ai matrimoni dei nostri figli maschi né vogliamo darne per i matrimoni delle nostre figlie: manterremo i nostri villaggi liberi dalla maledizione della dote; e non celebreremo nessun matrimonio tra bambini;
12. Non vogliamo infliggere alcuna ingiustizia a nessuno né consentiremo a chicchessia di farlo;
13. Vogliamo fare insieme investimenti comuni sempre più cospicui dai quali ottenere redditi sempre più alti;
14. Saremo sempre pronti ad aiutarci reciprocamente; se qualcuno/a si trova in difficoltà lo/la aiuteremo;
15. Se verremo a sapere di infrazioni alla disciplina in qualche villaggio, ci recheremo a dare una mano a ripristinarla;
16. Parteciperemo tutti insieme alle attività comuni.

La rete è la base del microcredito. Il sistema dei "gruppi di reciproco sostegno" è attualmente in funzione in più di 43 Stati. Ad ogni gruppo di cinque individui viene concesso un prestito; all'intero gruppo viene negato ulteriore credito qualora la situazione finanziaria di uno dei suoi membri divenga inaffidabile. Ciò crea incentivi economici alla responsabilità di gruppo, aumentando l'efficienza economico-finanziaria dell'intervento della Grameen. I tassi di interesse applicati dagli istituti di microfinanza, inclusa Grameen Bank, sono elevati rispetto a quelli delle banche tradizionali: l'interesse applicato dalla Grameen Bank sul suo principale servizio creditizio è di circa il 20%.
In uno stato in cui a pochissime donne è consentito accettare prestiti dalle grandi banche commerciali, è un esito sorprendente che la maggior parte (96%) dei beneficiari del credito siano donne. Parimenti stupefacente è stato il successo della Banca Grameen in molti campi, con tassi di rimborso altissimi, superiori al 98%. Più della metà dei clienti finanziati dalla Grameen in Bangladesh (circa 50 milioni) si sono sollevati dalla povertà estrema grazie ai microprestiti della Banca: lo dimostrano parametri quali la frequenza scolastica di tutti i figli, tre pasti al giorno per tutti i componenti della famiglia, l'installazione di servizi igienici in casa, la casa a prova di infiltrazioni piovose, l'acqua potabile e la capacità di rimborsare settimanalmente un prestito di 300 taka (pari a circa 8 dollari).

## Società ed attività imprenditoriali collegate
La Banca Grameen ha avviato ed espanso più di due dozzine di attività raggruppate nella Grameen Family of Enterprises, le quali comprendono:
- Grameen Trust
- Grameen Fund, su grameen-info.org. URL consultato il 13 ottobre 2006 (archiviato dall'url originale il 23 settembre 2006).
- Grameen Communications, su grameen-info.org. URL consultato il 13 ottobre 2006 (archiviato dall'url originale il 23 settembre 2006).
- Grameen Shakti/Energy, su grameen-info.org.
- Grameen Shikkha/Education, su grameen-info.org.
- Grameen Telecom, su grameentelecom.net.bd.
- Grameen Knitwear Ltd
- Grameen Cybernet Ltd.

Nel novembre 2004 ha superato il traguardo dei 4 400 000 000 di dollari USA prestati ai meno abbienti. Oltre ad infondere energie agli abitanti delle campagne e ad aumentare l'occupazione, la Grameen Family of Enterprises diversifica la propria attività ramificandola ad esempio fino all'acquacoltura, settore in cui la Grameen Motsho o la Fisheries Foundation cercano di preservare la biodiversità ittica negli allevamenti di pesce del Bangladesh.
L'11 luglio 2005 il Grameen Mutual Fund One, approvato dal SEC, ha avuto accesso all'IPO. Il GMFO, uno dei primi fondi comuni d'investimento del settore, consentirà ai più di 4 milioni di soci e non soci della Grameen di accedere ai mercati dei capitali del Bangladesh. La Banca e il suo volume d'affari valgono più di 7 miliardi di dollari USA.

## Progetti di miglioramento sociale
Oltre ad espandere il microcredito tra i meno abbienti, la Banca Grameen ha avviato parecchi innovativi progetti per lo sradicamento della povertà.

### Progetto per i mendicanti
Il progetto ha l'obiettivo di concedere piccoli prestiti ai mendicanti. Non viene applicata la normativa in vigore in materia di attività bancaria:
- I prestiti sono completamente senza interessi.
- La scadenza per la restituzione può essere molto lunga; ad esempio: un mendicante destinatario di un piccolo prestito di circa 100 Taka (intorno a 1,50 dollari USA) può restituire solo 2,00 Taka (circa 3,4 centesimi di dollaro USA) alla settimana.
- la persona finanziata è coperta da un'assicurazione gratuita sulla vita.

La Banca non costringe le persone finanziate a smettere di mendicare; le incoraggia piuttosto ad utilizzare i prestiti per creare reddito sotto forma di produzione e vendita di oggetti a prezzi bassi. Nel 2005 circa 45 000 mendicanti hanno ottenuto prestiti per un ammontare di circa 28 700 000 Tk (circa 441 538 dollari USA) ed hanno rimborsato 13 660 000 Tk (circa 210 154 dollari USA).

### Progetto per i telefoni nelle campagne
Il Bangladesh ha una delle più basse densità di telefoni al mondo. Molti dei suoi 85 000 e più villaggi non sono coperti dalla rete istituita dalla società telefonica pubblica. Per migliorare questa situazione la Banca Grameen ha avviato il progetto di accesso alla rete telefonica da parte dei villaggi più lontani. La Grameen Phone, una società sorella della Banca, è già la più grande fornitrice di telefoni portatili dello Stato. Utilizzando la propria rete nazionale, La Grameen Telecom, un'altra società sorella della Banca Grameen, ha portato i radio telefoni e i cellulari in quasi metà dei villaggi del Bangladesh. La Banca ha anche distribuito prestiti a quasi 139.000 donne indigenti delle aree rurali affinché pagassero i propri telefoni. Le donne hanno aperto centri telefonici nelle loro case, dove gli altri abitanti del villaggio possono recarsi e pagare una piccola tariffa per l'uso del telefono. Questo intervento è noto in Bangladesh come Polli Phone (il Telefono del Villaggio).

## Critiche
Vengono comunque mosse critiche agli istituti di micro credito in generale. In alcuni casi, gli enti finanziatori appartenenti al settore delle ONG sono molto severi in materia di rimborsi. Si sospetta perfino che alcuni enti del microcredito non ammettano che le calamità naturali, quali le inondazioni, siano ostacoli capaci di rallentare il rimborso dei prestiti. Vi sono infatti casi di sofferenze bancarie dichiarate successivamente all'inondazione del 1998. Inoltre, molti critici dubitano della sostenibilità dell'iniziativa nel lungo periodo, adducendo la necessità di una consistente spesa pubblica a sostegno dei programmi di assistenza.
All'indomani della crisi causata dalle inondazioni, la Banca si è riorganizzata in modo da aumentare la propria flessibilità operativa a fronte di prestiti scaduti e non rimborsati e per semplificare le procedure di concessione dei crediti. Inoltre, sono stati presi provvedimenti per aumentare la trasparenza delle operazioni bancarie.